# Bataille de Frenchtown
Pour les articles homonymes, voir Frenchtown.
Guerre de 1812
Batailles
- Bataille de l'île Mackinac (1812)
- Bataille de Fort Dearborn
- Bataille de Détroit
- Campagne du Niagara
- Bataille du moulin de Lacolle (1812)

- Bataille de Frenchtown
- Combat de la Shannon et de la Chesapeake
- Bataille de York
- Bataille de la rivière Thames
- Guerre Creek
- Bataille de la Châteauguay
- Bataille de la ferme Crysler

- Bataille de l'île Mackinac (1814)
- Incendie de Washington
- Bataille de Prairie du Chien
- Bataille de Baltimore

- Bataille de La Nouvelle-Orléans

La bataille de Frenchtown ou bataille de la rivière Raisin, est une bataille de la guerre de 1812 qui se déroule à Frenchtown le long de la rivière Raisin du 18 au 23 janvier 1813. Elle se solde par une victoire britannique sur les troupes des États-Unis.

## Contexte

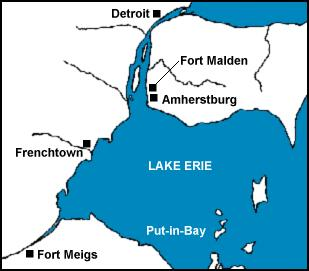
Localisation précise de la bataille de Frenchtown.

Vers 1813, les deux nations souhaitent contrôler le territoire du Michigan, à cause de son importance pour le commerce des fourrures et sa position stratégique entre le lac Érié et le lac Michigan, au Sud des Grands Lacs. Les forces britanniques ont obtenu quelques victoires stratégiques, notamment la prise du fort Érié qui permet le contrôle et la défense du Haut-Canada, puis en août 1812, la capture du Fort Détroit. Les forces américaines tentent en ce début d'année 1813 d'arrêter l'avance britannique et de percer les lignes britanniques.

## La bataille

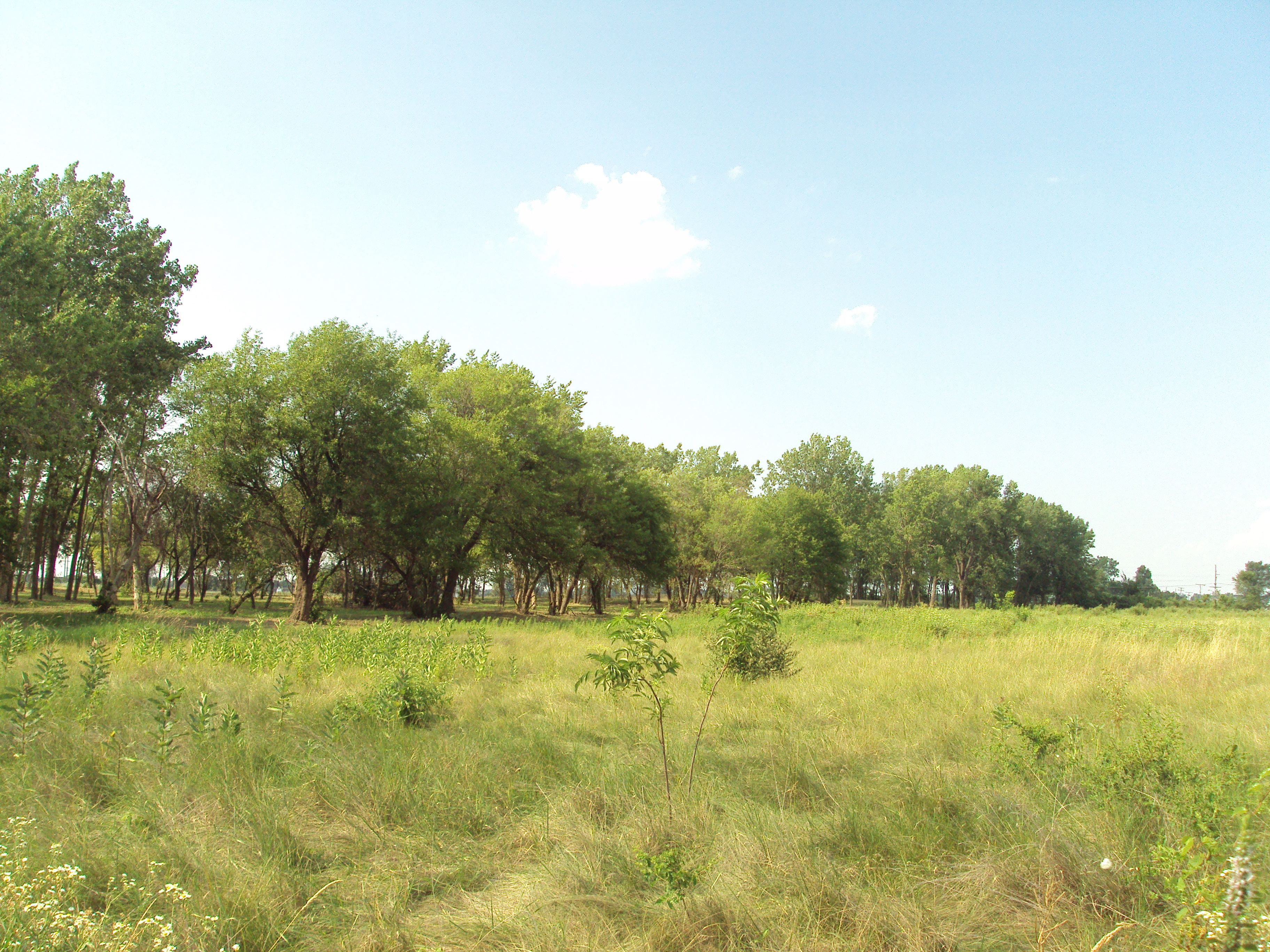
Le champ de bataille de la rivière Raisin à Frenchtown

L'engagement s'est déroulé en deux temps forts ; la première bataille, celle de la journée du 18 janvier et la deuxième bataille, celle du 22 janvier.

### Combat du 18 janvier
La bataille oppose 200 Potawatomis et 63 miliciens canadiens pro-britanniques à plus de 600 miliciens du Kentucky soutenus par une centaine de Français de Frenchtown. Ce premier engagement armé profite aux forces américaines qui poussent les alliés des Britanniques à reculer dans une retraite provisoire. Cette journée se solde par la mort d'un milicien canadien et de trois Amérindiens et de 13 morts et 54 blessés du côté américain.

### Combat du 22 janvier
La bataille oppose 800 Amérindiens et 600 miliciens canadiens à environ un millier de volontaires américains. Les forces amérindiennes sont commandées par Tecumseh. Très tôt le matin du 22 janvier, les Amérindiens attaquent par surprise le camp américain et capturent rapidement le général Winchester qui commande le détachement américain. Les soldats américains tentent de fuir, mais sont rattrapés par les Amérindiens et tués. Le général britannique Henry Procter somme le général Winchester d'ordonner l'arrêt des combats et la reddition de ses troupes, afin d'éviter que les futurs prisonniers soient massacrés par les Amérindiens. Les combats cessent, plus de 300 Américains ont été tués ce jour-là.

### Massacre de la rivière Raisin
Le nom associé de « Massacre de la rivière Raisin » est utilisé pour désigner l'exécution sommaire, le 23 janvier, soit le lendemain de la capitulation américaine, par les supplétifs Amérindiens pro-britanniques de plusieurs dizaines de prisonniers blessés qui étaient difficilement transportables.

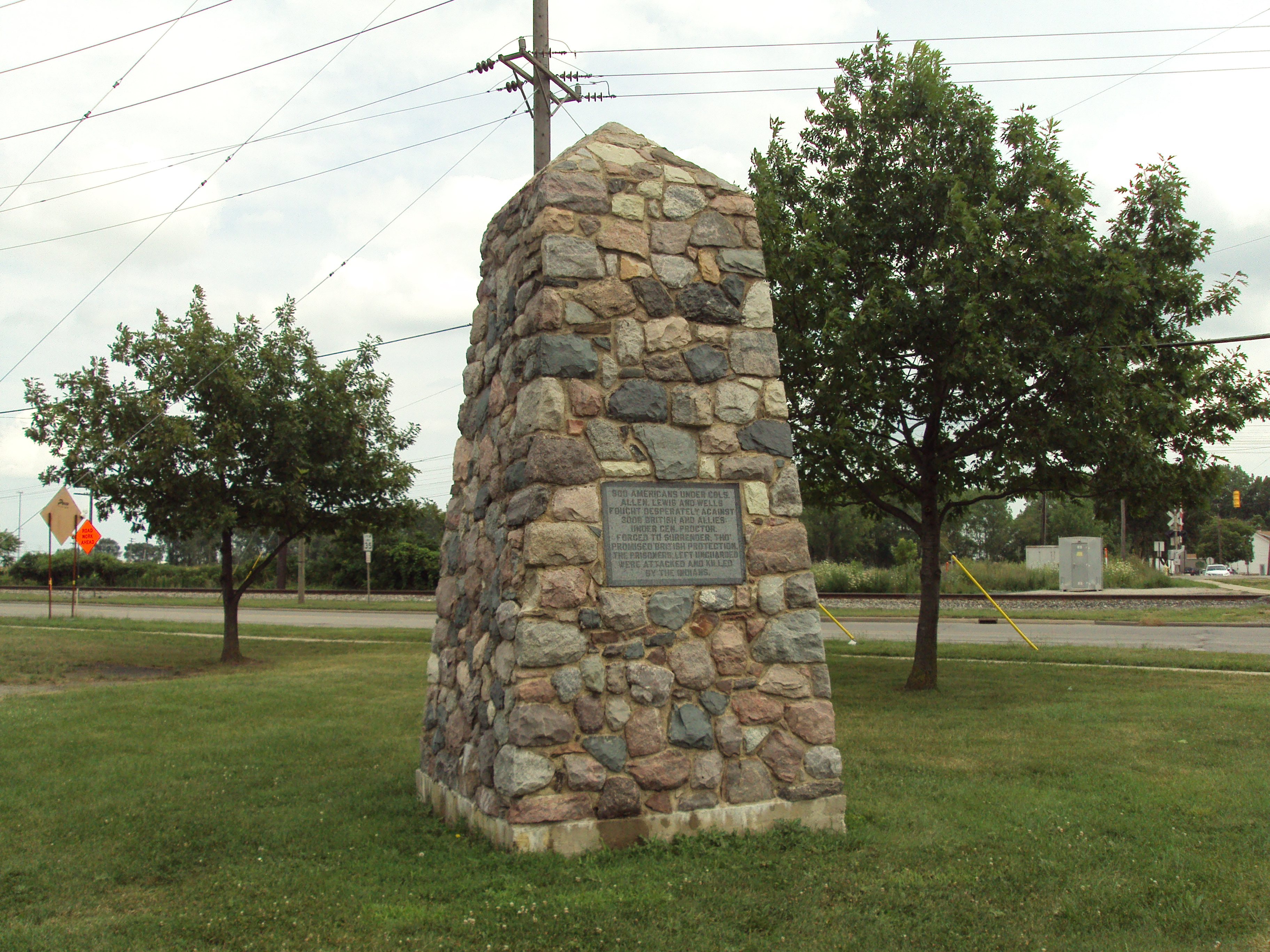
Obélisque commémorant le lieu de la bataille de Frenchtown.

Craignant une contre-attaque américaine, le général Procter ordonna dès le 23 janvier de se mettre en route vers le nord avec les prisonniers valides, laissant les prisonniers blessés à Frenchtown dans l'attente d'envoyer des traîneaux pour les transporter. Après le départ de Procter, les Amérindiens dévalisèrent les prisonniers blessés qui avaient pu suivre à l'arrière les troupes britanniques, puis les achevèrent. D'autres mirent le feu aux baraquements de Frenchtown dans lequel les blessés les plus graves étaient regroupés. Le chemin de retour fut ainsi jonchés de corps mutilés. Le nombre de prisonniers tués sera évalué entre une trentaine et une centaine de victimes.[pas clair]

## Source
- (en) Cet article est partiellement ou en totalité issu de l’article de Wikipédia en anglais intitulé « Battle of Frenchtown » (voir la liste des auteurs).